# Tanymastix stagnalis
Espèce
Tanymastix stagnalis, le Branchipe stagnal, est une espèce de crustacés d'eau douce de la classe des Branchiopodes, de la famille des Tanymastigidae et du genre Tanymastix.

## Description
Ce branchipe possède un corps transparent et plus ou moins teinté de vert ou de bleu, les femelles arborent une poche rouge contenant les œufs.

## Répartition et statuts
Europe de l'ouest, également signalé en Tunisie. En France l'espèce est considérée comme quasi-menacée (NT), et déterminante ZNIEFF dans l'ancienne région Languedoc-Roussillon.

## Biologie et écologie
Espèce typique des mares temporaires émergeant après de fortes pluies. 
Les œufs, une fois pondus, éclosent au bout de deux à trois semaines.

## Classification
Le nom valide complet (avec auteur) de ce taxon est Tanymastix stagnalis (Linnaeus, 1758).
Ce taxon porte en français le nom vernaculaire ou normalisé suivant : Branchipe stagnal.
Tanymastix stagnalis a pour synonymes :
- Branchipus braueri Frauenfeld, 1873
- Branchipus lacunae Guérine, 1829
- Branchipus stagnalis (Linnaeus, 1758)
- Chirocephalus lacunae (Guérine, 1829)
- Chirocephalus stagnalis (Linnaeus, 1758)